# Sucotai

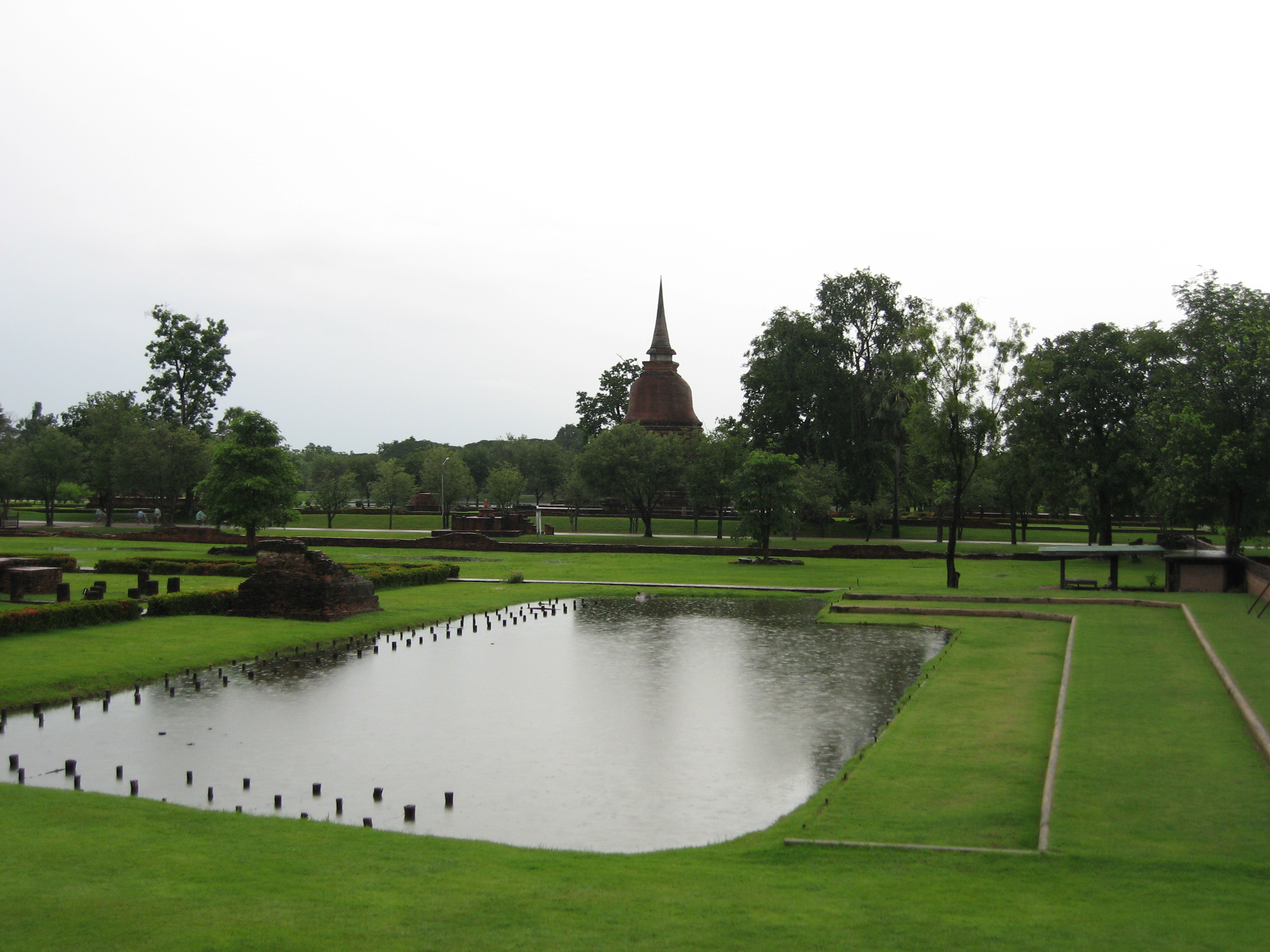

Sucotai (em tailandês: สุโขทัย; romaniz.: Sukhothai) é uma cidade moderna pequena, localizada a 427 km (265 milhas) ao norte de Bancoque nas margem do rio Yom, um afluente do rio Chao Phraya. Com cerca de 37 mil habitantes. A cidade está situada 12 km a leste do Parque Histórico de Sucotai, que engloba a antiga capital do primeiro reino siamês, o Reino de Sucotai, que durou aproximadamente 140 anos. A cidade moderna, freqüentemente chamada de Nova Sucotai, é a capital da província tailandesa de Sucotai. A província possuía uma população estimada em 600 mil pessoas no ano de 2000.